# Homorodu de Mijloc
Homorodu de Mijloc – wieś w Rumunii, w okręgu Satu Mare, w gminie Homoroade. W 2011 roku liczyła 388 mieszkańców. 